# Riehen
Riehen is een Zwitserse gemeente met ca. 21.700 inwoners (2021) in het kanton Basel-Stad. Het is een voorstad in het noordoosten van Bazel en is bijna geheel omgeven door Duitsland.
Er is sinds 1997 het museum voor moderne kunsten Fondation Beyeler alsmede een speelgoed- en wijnmuseum. Sinds 2015 heeft Riehen een 'Gedenkstätte' voor joodse vluchtelingen in de Tweede Wereldoorlog (de enige in Zwitserland). Voorts heeft Riehen twee parken en sinds 2014 ook een 'Naturgartenbad' voor zwemmers.
Riehen ligt aan de Duitse Wiesentalbahn en heeft twee treinstations. Vanuit Riehen is de binnenstad van Basel goed bereikbaar met tram 6 en bus 34.

## Aangrenzende gemeenten
| Aangrenzende gemeenten | Aangrenzende gemeenten | Aangrenzende gemeenten | Aangrenzende gemeenten | Aangrenzende gemeenten |
| ---------------------- | ---------------------- | ---------------------- | ---------------------- | ---------------------- |
| Weil am Rhein          |                        | Lörrach                |                        |                        |
|                        |                        |                        |                        | Inzlingen              |
|                        |                        |                        |                        |                        |
| Bazel                  | Bettingen              |                        |                        |                        |
|                        | Birsfelden             | Grenzach-Wyhlen        |                        |                        |

## Geboren
- Leonhard Euler (1707-1783), wiskundige en natuurkundige
- Fritz Hünenberger (1897-1976), gewichtheffer, tweevoudig olympisch gemedailleerde
- Rolf M. Zinkernagel (1940), immunoloog, professor en Nobelprijswinnaar (1996)
- Katrin Leumann (1982), mountainbikester en veldrijdster

## Overleden
- Elsa Mahler (1882-1970), taalkundige en hooglerares

## Gemeenteverbanden
- Mutten, 1959 t/m 2017
- Miercurea Ciuc, sinds 1989
- Val Terbi, sinds 1 januari 2018

## Externe link

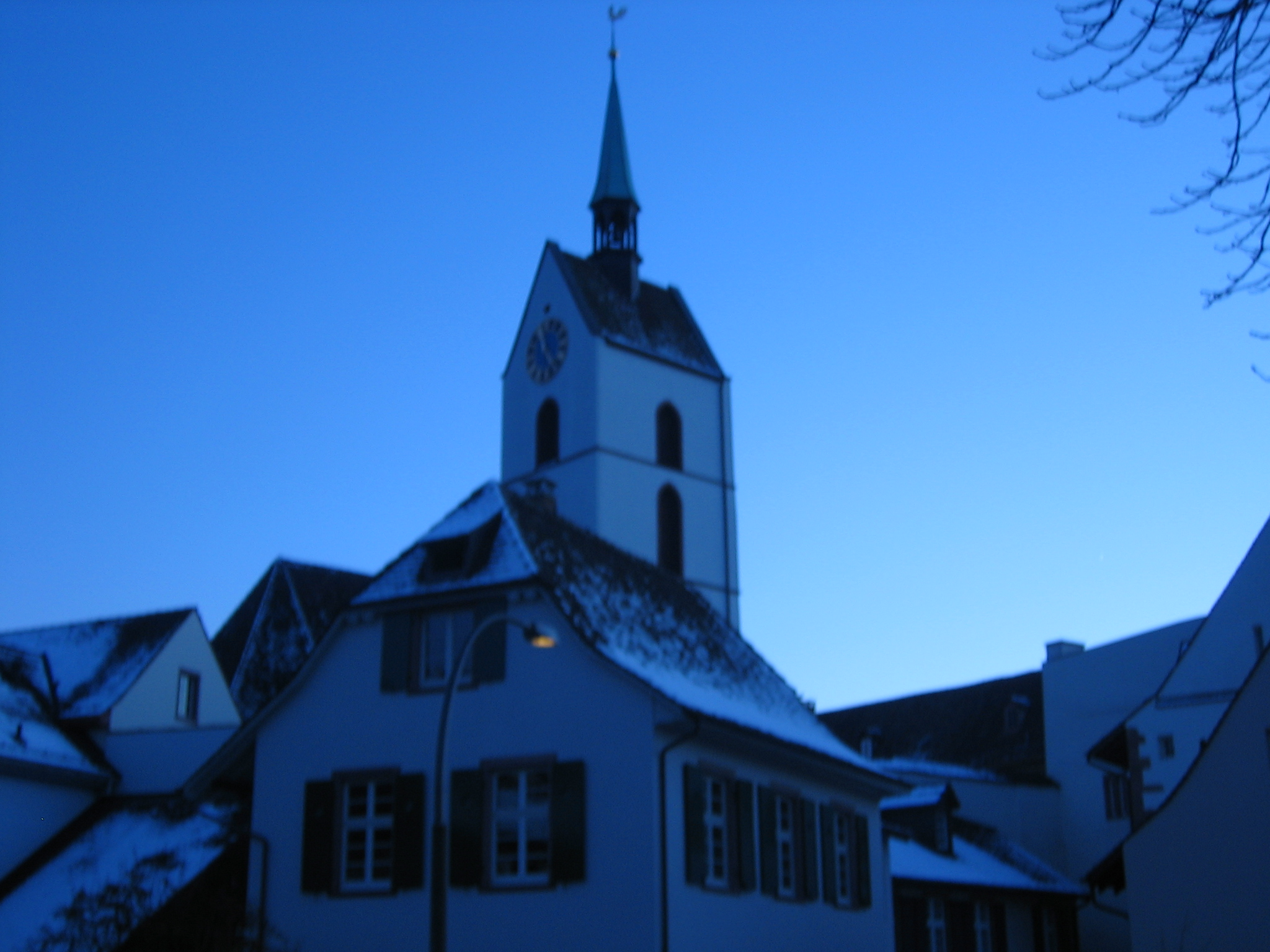
Dorpskerk van Riehen bij avond